# Zeeboids
Zeeboids é um aplicativo exclusivo do console Zeebo. Nele, você pode criar avatares Zeeboids que se parecem com você, sua família ou quem mais você quiser. Seus zeeboids ficam no seu console Zeebo e também online na ZeeboNet. Você pode usá-los nos Zeebos dos seus amigos.
O aplicativo foi anunciado em 20 de maio de 2010, junto com a série Zeebo Football Club, primeira a utilizar o Zeeboids.

## Criando um zeeboid
Para poder criar um Zeeboid, siga esses passos:
- 1° Passo: Selecione o ícone Z do menu e escolha a opção Novo.
- 2° Passo: Na opção Dados você pode escrever um nome para seu Zeeboid.
- 3° Passo: O menu de edição mostra todas as partes que podem ser alteradas no corpo do Zeeboid. Enquanto você altera essas partes algumas tem ferramentas que servem para esticar, diminuir, rotacionar e mudar a cor de cada parte. Quando terminar, Aperte o botão Pronto.
- 4° Passo: Depois de terminado, você tirará uma foto do seu Zeeboid para representá-lo. As dicas para poder tirar a foto estão do lado direito da tela. As alterações feitas serão salvas automaticamente depois de tirar a foto.
- 5° Passo: Note que a foto do seu Zeeboid aparece no menu principal. Você pode criar até 10 Zeeboids.

Você Pode modificar a aparência e o nome do seu Zeeboid selecionando o botão dele e depois escolhendo a opção Editar.

### Partes do Corpo
Essas são as opções de partes do corpo que se pode alterar no corpo do Zeeboid:
- 01 Nome que o jogador escolhe
- 01 Zid que o sitema vai escolher
- 02 tipos de Gênero
- 12 tipos de uniforme
- 05 tipos de Cabeça
- 12 cores de Pele
- 70 tipos de Cabelo
- 12 cores de Cabelo
- 24 tipos de Sobrancelhas
- 08 ferramentas para mover as Sobrancelhas
- 12 cores de Sobrancelhas
- 48 tipos de Olhos
- 08 ferramentas para mover os Olhos
- 12 cores de Olhos
- 09 tipos de Nariz
- 04 ferramentas para mover o Nariz
- 26 tipos de Boca
- 04 ferramentas para mover a Boca
- 15 tipos de Óculos
- 04 ferramentas para mover os Óculos
- 16 tipos de Marca Facial
- 29 tipos de Bigode
- 04 ferramentas para mover o Bigode
- 12 cores de Bigode
- 22 tipos de Barba
- 12 cores de Barba

## Desafios
Games compatíveis com Zeeboids têm uma lista de Desafios. Sempre que o seu Zeeboid conquistar um deles, ele ganhará uma medalha na tela Desafios. Alguns games destravam conteúdos especiais! Para checar os Desafios, selecione a opção Desafios sob a foto do seu Zeeboid no menu principal. Escolha o game. A lista mostra todos os Desafios no game e destaca os que o Zeeboid completou com um ícone.

## Ranking Online
Selecionando a opção Ranking, Você pode conferir como seu Zeeboid se sai com relação a outros jogadores da ZeeboNet. Aqui você encontra tabelas com as melhores pontuações que seu Zeeboid alcançou nos games e a posição dele nos Rankings online.

## Habilidades
Habilidades são atributos que o Zeeboid adquire ao jogar games compatíveis. Quanto mais o Zeeboid jogar esses games melhor serão suas Habilidades. Para ver as Habilidades do seu Zeeboid, selecione o botão dele e depois a opção Habilidades. Os games podem usar as Habilidades para melhorar o desempenho do jogador. Por exemplo, a Habilidade 'Força do Chute' aumenta as chancesde gol no game Zeebo F.C. Super League. Alguns games podem usar Habilidades evoluídas em outros games. Por exemplo, Zeebo F.C. Super League é capaz de somar o valor de 'Força do Chute' evoluído em Zeebo F.C. Foot Camp ao seu próprio valor.

## Sincronização
Para atualizar os dados dos seus Zeeboids na Zeebonet, como Recordes e Habilidades, você precisa sincronizar o software Zeeboids. Para sincronizar os seus Zeeboids, vá até o ícone Z e selecione a opção Sincronizar. Isso sincronizará todos os seus Zeeboids. As sincronizações são limitadas a uma por dia. Elas afetam todos os Zeeboids existentes no seu Zeebo, simultaneamente.
Ao sincronizar um Zeeboid pela primeira vez, ele receberá um número ZID, necessário para lançá-lo na Zeebonet e resgatá-lo em outro Zeebo. O ZID aparece no menu principal, ao lado do nome de cada Zeeboid. 

## Quantidade de Zeeboids
As vagas para Zeeboids no seu Zeebo são limitadas. Você possui 10 vagas, o que quer dizer que pode criar ou resgatar até 10 Zeeboids. Você pode deletar Zeeboids para liberar vagas, mas esses Zeeboids não serão recuperados.

## Jogos Compatíveis
| Título                                | Desenvolvedora              | Editora    | Gênero              |
| ------------------------------------- | --------------------------- | ---------- | ------------------- |
| Zeebo F.C. Foot Camp                  | Zeebo Interactive Studios   | Zeebo Inc. | Esportes            |
| Zeebo F.C. Super League               | Zeebo Interactive Studios   | Zeebo Inc. | Esportes            |
| Turma da Mônica em: Vamos Brincar N°1 | Maurício de Sousa Produções | Zeebo Inc. | Família / Educativo |